# Europa (thần thoại)
Trong thần thoại Hy Lạp nàng Europa (/jʊˈroʊpə, jə-/; Greek: Εὐρώπη Eurṓpē) là mẹ vua Minos của Crete, một người phụ nữ danh giá vùng Phoenicia. Tên của bà được đặt cho lục địa châu Âu. Câu chuyện Europa bị thần Zeus dưới hình dạng một con bò trắng bắt đi được lưu trong truyền thuyết Crete; theo nhà sử học Kerényi chỉ ra "hầu hết những câu chuyện tình yêu liên quan đến Zeus có nguồn gốc từ những câu chuyện cổ xưa hơn mô tả cuộc hôn nhân của ông với các nữ thần. Điều này được thể hiện rõ nhất trong câu chuyện của Europa".

Bức họa Bắt cóc Europa của Rembrandt, 1632

Europa được nói đến lần đầu tiên ở sử thi Iliad, vốn được định thời gian vào thế kỷ 8 TCN Một tài liệu khác nhắc đến Europa là trong một đoạn văn của Hēsíodos Catalogue of Women, tìm thấy ở Oxyrhynchus. Hình vẽ trên bình gốm sớm nhất được khẳng định là Europa có niên đại từ giữa thế kỷ thứ 7 TCN.